# 宮城県の市町村歌一覧
宮城県の市町村歌一覧（みやぎけんのしちょうそんかいちらん）は、日本の宮城県に属する市町村で制定されている、もしくは過去に制定されていた市町村歌などの自治体歌やそれに準じた楽曲の一覧である。なお、一覧の順序は全国地方公共団体コード順による。

## 概説
県庁所在地の仙台市を始めとする宮城県下の都市では新旧2代の県民歌と同様に、ブロック紙・河北新報の発行元である河北新報社が市歌制定に関わっている事例が見られる。県庁所在地のものに倣い表題を「市歌」や「町歌」でなく「市民歌」「町民歌」とするものや、現県民歌「輝く郷土」の作曲者である宮城教育大学教授の福井文彦が作曲を手掛けているものが多いことも特徴である。
平成の大合併で新たに誕生した市でも制定が進んでいるが、石巻市と気仙沼市では新設合併前の旧市が作成した楽曲が慣例的に引き継がれている。町村部では市部に比べて自治体歌制定の機運は低調で、合併の有無に関わらず未制定の自治体が少なくない。
1983年（昭和58年）に河北新報社から刊行された『みやぎ地図百科』には、発行時点で制定されていた市民歌（気仙沼市と岩沼市は市民音頭）の歌詞が掲載されている。

## 仙台市
- 仙台市民歌[2][1] - 1931年（昭和6年）制定[3]

作詞：佐々木青 作曲：堀内敬三
河北新報社選定。戦後は歌詞の内容が問題視され公的な行事での演奏が見送られているが、市歌としては存続している。
- 風よ雲よ光よ[4] - 1989年（平成元年）制定

作詞：佐藤久美 作曲：服部克久
市制100周年・政令指定都市移行を記念して制定された「新仙台市民歌」。
上記2曲の他、1969年（昭和44年）に市制80周年記念歌「かがやくあゆみ」（作詞・木沢長太郎、作曲・福井文彦）、1977年（昭和52年）に組曲「仙台讃歌」（作詞・山本太郎、作曲・宍戸睦郎）が作られている。

### 仙台市の区民音頭
仙台市の一部の区では独自に区民音頭が作られている。
- 若林区‥若林音頭[6]

## その他市部
石巻市
- 石巻市民歌 - 1933年（昭和8年）制定

作詞：野口初枝
新設合併前の（旧）石巻市が市制を施行した際に制定された市歌である。石巻地域合併協議会では市歌に関する取り決めは特に行われていないため地位が不明確であるが、引き続き演奏されている。
- 石巻風景 - 1933年（昭和8年）発表

作詞：佐藤露江
市歌制定時に併せて募集された新民謡で、市民愛唱歌とされている。
- 石巻賛歌 わがふるさと石巻[7] - 1983年（昭和58年）発表

作詞：人見朋子
市制50周年記念歌。
塩竈市
- 塩竈市民歌[9] - 1942年（昭和17年）4月制定[10]

作詞：櫻井宏 作曲：古関裕而
前年の市制施行を記念し、東京日日新聞（現・毎日新聞東京本社）仙台支局と合同で制定。戦後は『仙台市民歌』と同様に歌詞の一部語句が不適切として公的に演奏されなくなったが、2011年（平成23年）の市制70周年記念式典以降に復活演奏が行われるようになった。
気仙沼市
- 気仙沼讃歌[12] - 1980年（昭和55年）発表[13]

作詞：菅原正美 作曲：吉田廣志
新設合併前の（旧）気仙沼市の時代に作成された。気仙沼市・唐桑町合併協議会では新設合併に当たり市歌の扱いについて取り決めが行われなかったため地位は不明確だが、慣例上の市歌として新設合併後も引き継がれており、合併10周年記念式典でも演奏されている。2009年（平成21年）に編入合併された本吉町で制定されていた「本吉町町民歌」は旧町側の希望により「地域の歌」として存続している。
新設合併前の（旧）気仙沼市に関連する他の楽曲としては、1968年（昭和43年）に『気仙沼音頭』が三橋美智也の歌唱で作成された。
白石市
- 白石市民歌[16][17]

作詞：松野清四郎 作曲：海鋒義美
名取市
- 名取市民歌[18][19] - 1952年（昭和37年）制定

作詞：石井昌光 作曲：福井文彦
角田市
- 角田市民歌[20][21] - 1968年（昭和43年）11月3日制定

作詞：扇畑忠雄 作曲：福井文彦
多賀城市
- 多賀城市民歌[22][23] - 1976年（昭和51年）11月1日制定

作詞：佐藤直樹 補作：安倍辰夫 作曲：片岡良和
岩沼市
- 花とみどりとほほえみと[24] - 1991年（平成3年）10月1日制定

作詞：大久保正昭 補作：佐々木みつぐ 作曲：井川裕多加
登米市
- 登米市市民歌[25] - 2015年（平成27年）2月1日制定

作詞：松尾江里也 作曲：松長誠 編曲：小山和彦
市制10周年記念。
栗原市
- 栗原の詩[26] - 2009年（平成21年）12月13日制定

作詞：かの香織 作曲：渡部勝彦 編曲：吉川和夫
東松島市
- 輝くわが東松島 - 2010年（平成22年）制定

原詩：阿部雄 作詞：遠藤茂夫 補作：東松島市イメージソング制作実行員会 作曲・編曲：榊原光裕
合併5周年記念市イメージソング。
大崎市
- 大崎市民歌[27] - 2016年（平成28年）11月3日制定

作詞：朝倉修 作曲：さとう宗幸 編曲：榊原光裕
合併10周年記念。
富谷市
- 富谷市市民歌[28]  - 2016年（平成28年）10月10日制定[29]

作詞：菊池拓哉 作曲：メイナード・プラント
MONKEY MAJIKのメンバーのうち同市内在住の2人が依頼により作詞・作曲し、市制移行記念式典で披露された。

## 町村部
刈田郡蔵王町
- 蔵王町民歌

刈田郡七ヶ宿町
- 七ヶ宿町民歌

作曲：斎藤覚
柴田郡大河原町
- （不明）

柴田郡村田町
- 村田町民歌[30] - 1979年（昭和54年）1月20日制定

作詞：千周右エ門 作曲：遠藤実 編曲：只野通泰
柴田郡柴田町
- 柴田町民歌[31]

作詞：岡本淳三 補作：宮崎典男 作曲：片岡良和
柴田郡川崎町
- 川崎町民歌

伊具郡丸森町
- （不明）

亘理郡亘理町
- 呼んでる朝が 朝明けが[32] - 1975年（昭和50年）11月3日制定

作詞：菊池新 作曲：福井文彦
亘理郡山元町
- 山元町町民歌[33] - 1964年（昭和39年）11月3日制定

作詞：赤沼喜八 作曲：福井文彦
宮城郡松島町
- （不明）

宮城郡七ヶ浜町
- 七ヶ浜町民歌[34]

作詞：三浦幸子 補作：渡辺波光 作曲：海鉾義美
宮城郡利府町
- （不明）

黒川郡大和町
- （不明）

黒川郡大郷町
- （不明）

黒川郡大衡村
- 大衡村民歌[35] - 1968年（昭和43年）9月1日制定

加美郡色麻町
- カッパブギ・色麻 -しかま-

作詞：鳥井実 作曲：大谷明裕
毎年8月に開催される「かっぱのふるさと祭り」テーマソング。
加美郡加美町
- 加美町音頭

遠田郡涌谷町
- （不明）

遠田郡美里町
- （未制定）

小牛田町・南郷町合併協議会では町歌に関する取り決めは特に実施されなかった。
牡鹿郡女川町
- 光の中を歩むまち

作詞：粕谷栄久 作曲：さとう宗幸
町イメージソング。
本吉郡南三陸町
- （未制定）

旧歌津町のイメージソング「あなたの海へ」（作詞：新條カオル 作曲：佐藤英敏）が有名。

## 廃止された市町村歌
泉市
- 泉市民歌[36]

古川市
- 古川市民歌[37][38]

志田郡松山町
- 松山町民歌[37]

志田郡鹿島台町
- 鹿島台町民歌[37]

玉造郡岩出山町
- 岩出山町民歌[37]

遠田郡田尻町
- 田尻町民歌[37]

本吉郡気仙沼町
- 気仙沼町民歌 - 1942年（昭和17年）制定

作詞：土井晩翠 作曲：栗原勉
黒川郡富谷村
- 富谷村村歌[39] - 1940年（昭和15年）11月10日制定

作詞：内ヶ崎作三郎 作曲：高野瀏
皇紀二千六百年記念。村立富谷小学校では西成田小学校と統合するまでの間、全4番のうち1番と3番を抜粋して校歌としていた。
黒川郡富谷町
- 富谷町町民歌[40] - 1978年（昭和53年）4月1日制定

作詞：山田二男 補作：扇畑忠雄 作曲：海鉾義美
制定時の歌詞では「富谷町」を「とみやちょう」と読んでいたが、2007年（平成19年）の新録に際して「とみやまち」へ改訂された。市制施行時に新市民歌を制定したことに伴い廃止。